# Blijde Inkomst (1356)

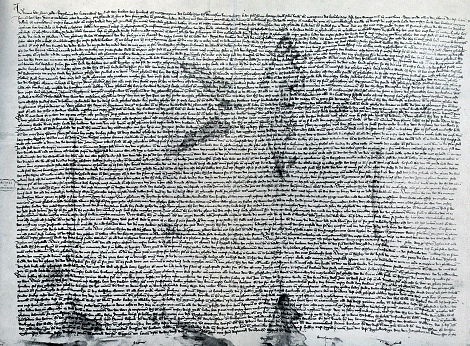
Het Zoutleeuwse exemplaar van de Blijde Inkomst (1356)

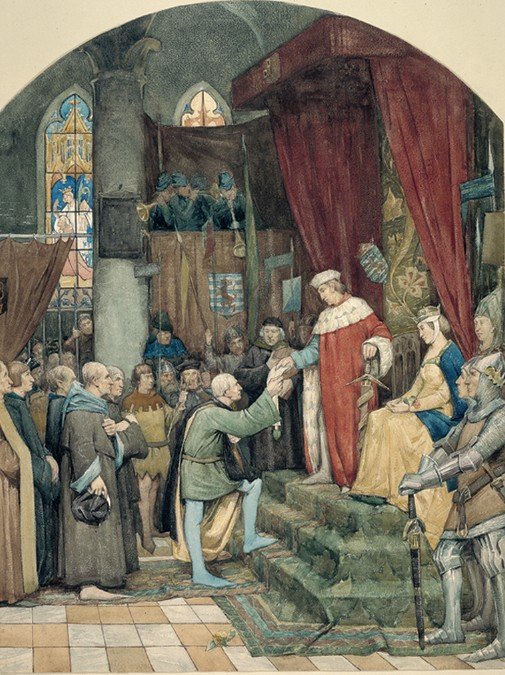
De Blijde Inkomst van 1356 op een schilderij van Antoon Derkinderen (1884)

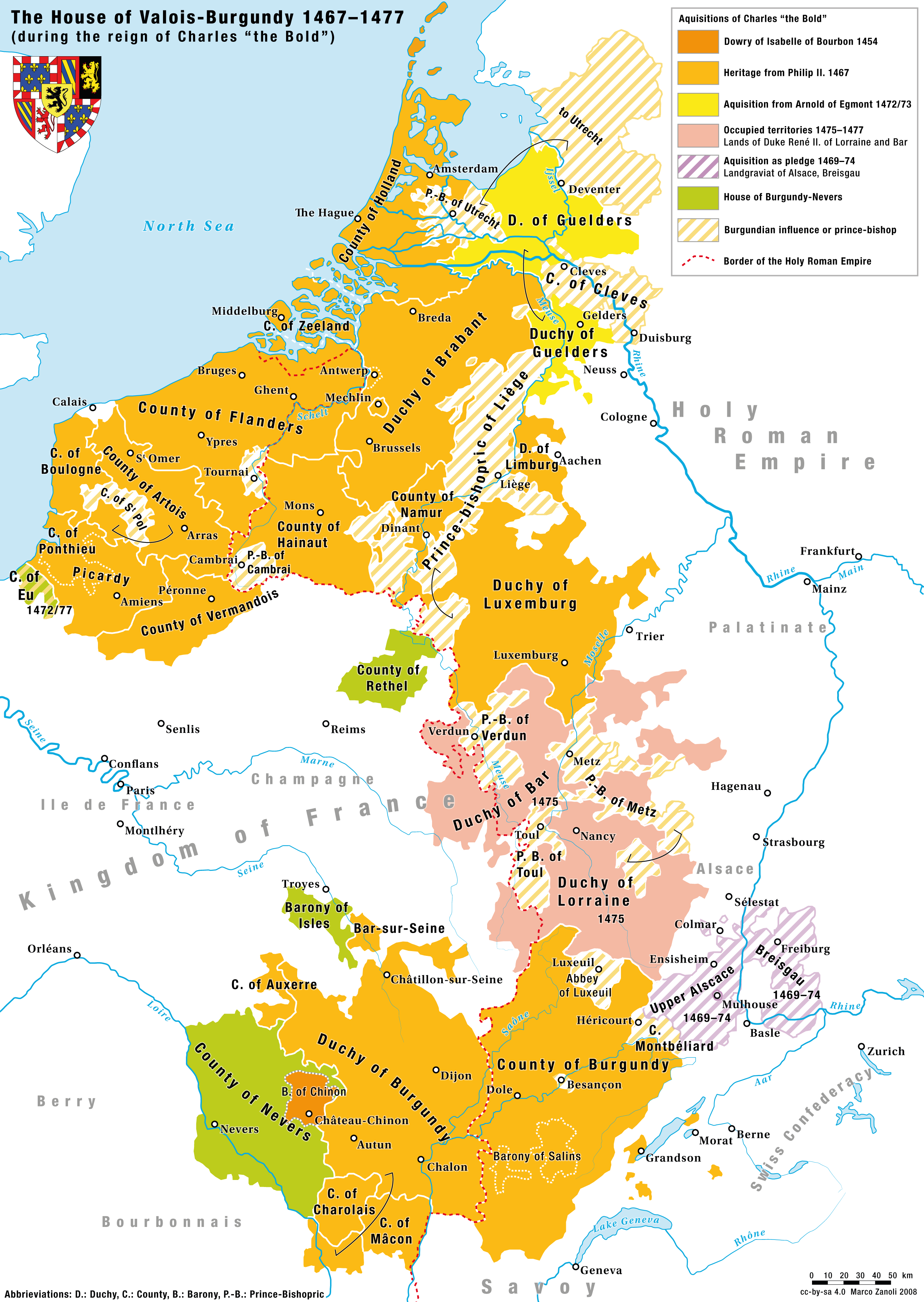
Gebieden bestuurd door het Huis van Bourgondië, 1465–1477

De Blijde Inkomst van 1356 is de aanduiding voor een keure die werd uitgevaardigd door de nieuwe heersers van het hertogdom Brabant, Johanna van Brabant en haar echtgenoot  Wenceslaus van Luxemburg, ter ere van hun kennismakingsbezoek aan de stad Leuven. Hun huwelijk was een strategische zet in een jarenlange strijd om erfopvolging, het paar had nu erkenning nodig van de bevolking. De keure vormt een belangrijke stap in ontwikkelingen die later het constitutionalisme zou worden genoemd en is een belangrijke gebeurtenis in de middeleeuwse en latere geschiedenis van de Lage Landen. De verhoudingen tussen de hertog van Brabant en de burgers van de Brabantse grote steden werden ermee geregeld. Het document was een feodale (privaatrechtelijke) overeenkomst met publieke werking en had de functie van wat tegenwoordig een grondwet of constitutie is, regels die de burgers beschermen tegen vorstelijke (bestuurlijke) willekeur. Het charter werd op 3 januari 1356 ondertekend en bezegeld met het grootzegel van het hertogdom door Johanna en Wenceslaus enerzijds, en anderzijds door de ridders Diederik van Hoerne, Hendrik Berthout, Gerard van Vorselaer, Jan van Boechout en Bernard van Bornival, leden van de vorstelijke raad.

## Historiek
De uitvaardiging van de oorkonde geschiedde bij het aantreden van Johanna en Wenceslaus na een problematische opvolging. Omdat haar vader bij zijn overlijden in 1355 geen mannelijke erfgenamen achterliet, kwamen zijn drie dochters in aanmerking, elk met een echtgenoot die andere gewesten in het huwelijkspakt inbrachten. De in 1204 met voorganger Hendrik I gesloten erfovereenkomst liet opvolging in vrouwelijke lijn toe, maar voorzag niet in eerstgeboorterecht. De inwoners van de welvarende steden in de gewesten Brabant, Limburg en de Landen van Overmaas zagen de integriteit van hun land in gevaar komen. Ze verenigden zich in een stedenbond, waarin zij elkaar (niet verder benoemde) steun beloofden en verklaarden bij elkaar te horen. Ook de adel sloot zich aaneen achter die verklaringen. De adellijke en stedelijke elites kwamen tot de conclusie dat de oudste dochter Johanna, wier echtgenoot Wenceslaus een halfbroer was van keizer Karel IV, hiervoor de beste garanties bood en schaarden zich eendrachtig achter haar als erfopvolgster. In ruil voor die steun legden de steden een bundel met eisen en wensen voor, die na omstandige onderhandelingen werd aanvaard.
Naar het voorbeeld van de Magna Carta die burgers met de vorst in Engeland hadden gesloten in 1215, beperkte deze overeenkomst de absolute macht van de vorst, de hertogin en hertog van Brabant, door te stellen dat de hertog geen oorlog mocht voeren of belastingen mocht heffen zonder raadpleging en instemming van de steden en het gewest van Brabant. Het bevatte ook een clausule die de stedelingen het recht gaf diensten te weigeren tegenover de hertog als deze zich niet aan de bepalingen van de keure hield. Verder bepaalde de Blijde Inkomst de ondeelbaarheid van het Brabantse grondgebied. Ook werd vastgelegd dat men een stedeling in het hertogdom moest zijn om in een bestuur plaats te kunnen nemen.

### Verlies rechtsgeldigheid 1361
De erfopvolging werd betwist door Johanna's zus Margaretha van Brabant en haar echtgenoot, de Vlaamse graaf Lodewijk van Male, die de Brabantse Successieoorlog begonnen om haar erfdeel op te eisen. Het regentenpaar liet Brussel en Leuven bezetten, waarna deze steden Margaretha pragmatisch als hertogin erkenden. Daarna wonnen Joanna en Wenceslaus veel terrein terug en sloten de strijdende partijen in 1357 de Vrede van Aat. Door de eedbreuk van de steden verloor de Blijde Inkomst haar rechtsgeldigheid. Ze werd niet nageleefd en de Leuvense oorkonde werd in 1361 gecancelleerd, samen met andere als ongeldig beschouwde privileges.
Maar de in het charter vastgelegde wederzijdse rechten en plichten stonden model voor het inhuldigingscharter dat door de opvolger van Johanna, Antoon van Bourgondië, werd bezegeld. Tot het einde van het hertogdom Brabant in 1795 hebben alle hertogen bij hun inhuldiging de eed van trouw aan een charter vergelijkbaar met de Blijde Inkomst afgelegd, wat ertoe voerde dat historici over deze periode gingen spreken als het Brabants constitutionalisme (zie dat artikel voor een overzicht). De inhoud werd tot 1549 steeds heronderhandeld, nadien bleef de inhoud van het Brabantse charter stabiel.
Doorheen de eeuwen hebben mensen zich regelmatig beroepen op de Blijde Inkomst om aan te tonen dat vorsten beperkt waren in hun macht. Met name het recht op verzet werd aangehaald. Zo werd in de Tachtigjarige Oorlog door veel opstandelingen verwezen naar de Blijde Inkomst. Een voorbeeld daarvan is dat in de Trouwe waerschouwinghe aen de goede mannen van Antwerpen (1581) wordt gesteld dat de koning of landsheer slechts een bedienaar van gerechtigheid en een herder van het volk is, die onderworpen blijft aan den rechten des Lants. Ook wordt letterlijk uit de weerstandsclausule van de Blijde Inkomst geciteerd.

## Belang
Het belang van het handvest uit 1356 blijkt als eerste uit de lange duur van haar bestaan als catalogus van regelgeving. Het einde viel samen met dat van het ancien régime. Haar faam reikte tot buiten de grenzen, in 1789 vroegen de andere Nederlandse vorstendommen aan de Oostenrijkse vertegenwoordiger Ferraris of de bijzondere bepalingen tot alle provincies konden worden uitgebreid. In 1863 werd ze door de historicus E. Poullet ‘la charte la plus célèbre de notre histoire’ genoemd.

## Voetnoten
1. ↑  (en) Pirenne, Henri  (1909). [https://digistore.bib.ulb.ac.be/2006/a12972_000_f.pdf The formation and constitution of the Burgundian State
(fifteenth and sixteenth centuries)]. Gearchiveerd op 15 oktober 2022. American historical review  XIV, n°3
2. 1 2  DBNL, Bijlagen, De blijde inkomst van de hertogen van Brabant Johanna en Wenceslas. DBNL. Gearchiveerd op 9 december 2022. Geraadpleegd op 17 december 2022.
3. ↑  "de Heere des Landts is alleen een bediener der gerechticheyt / een Stathouder Gods / een Herder des volcx / een Vader des Lants"
4. ↑  "Waert saecke dat wp onse hoiren ofte nacomelingen hier teghen ghinghen / quaemen / ofte deden / etc"